# Устьянцев, Александр Михайлович
Алекса́ндр Миха́йлович Устьянцев (29 марта 1931, Шумиха, Уральская область — 2 февраля 1993, Москва) — советский военный моряк-подводник, командующий 11-й флотилией атомных подводных лодок Северного флота (1981—1988), вице-адмирал (1982).

## Биография
Александр Михайлович Устьянцев родился 29 марта 1931 года в селе Шумиха Шумихинского района Уральской области, ныне город — административный центр Шумихинского муниципального округа Курганской области. Его отец был репрессирован в 1937 году. На руках матери остались Саша и две его сестрёнки.
В школе он учился хорошо, в свободное от учёбы время помогал матери по хозяйству. В военное время трудился подсобным рабочим в мастерских промышленных предприятий города. Седьмой класс окончил в городе Каменске-Уральском, где оказался по приглашению своих родственников.
В 1953 году Александр окончил артиллерийский факультет Тихоокеанского высшего военно-морского училища имени С. О. Макарова. По окончании был назначен командиром минно-торпедной группы на дизельную подводную лодку «С-176» проекта 613. 29 октября 1954 года лодка вошла в состав 297-й бригады подводных лодок 33-й дивизии подводных лодок Северного флота с базированием в городе Полярном Мурманской области. На этом корабле прошёл путь до должности старшего помощника командира. В 1954 году окончил курсы офицерского состава подводного плавания при 51-м Учебном отряде подводного плавания Тихоокеанского флота. 7 июля — 19 августа 1955 года в составе Экспедиции особого назначения ЭОН-65 перешла по Северному морскому пути в состав Тихоокеанского флота. Вошла в  состав 125-й бригады подводных лодок 10-й дивизии подводных лодок Тихоокеанского флота с базированием в городе Вилючинске Камчатской области.
По окончании с отличием отделения командиров подводных лодок Высших ордена Ленина специальных классов офицерского состава ВМФ в 1961 году Устьянцев получил назначение на Северный флот старшим помощником командира головной атомной подводной лодки «К-166» (головной проекта 675) с крылатыми ракетами на борту. В 1963 году стал командиром этой лодки. Шесть раз экипаж подводной лодки под командованием капитана второго ранга Устьянцева выходил на боевую службу в Атлантический океан и Средиземное море. 12 декабря 1963 года «К-166» вошла в состав 11-й дивизии подводных лодок 1-й флотилии подводных лодок Северного флота с базированием в губе Малая Лопаткина (пункт базирования Западная Лица) Мурманской области.
В 1970 году капитан первого ранга Устьянцев окончил с отличием Военно-морскую академию и был назначен заместителем командира 7-й дивизии атомных подводных лодок. В 1971 году назначен на должность начальника штаба — заместителя командира 339-й отдельной бригады строящихся подводных лодок Беломорской военно-морской базы в Северодвинске, где на Северном машиностроительном предприятии создавались эти подводные крейсера. За короткий срок Александр Михайлович досконально изучил устройство и боевые возможности этих кораблей, обеспечил подготовку экипажей и проведение государственных испытаний ракетных подводных лодок стратегического назначения после их постройки.
С 1973 года заместитель командира, с октября 1974 года — командир вновь созданной 41-й дивизии атомных подводных лодок из ПЛ проекта 667Б «Мурена».
В 1976 году присвоено звание контр-адмирал.
С 1978 года был начальником штаба 11-й флотилии, а с июля 1981 года — командующим 11-й флотилией подводных лодок. В 1982 году присвоено звание вице-адмирал.
В июле 1988 года назначен председателем Постоянной комиссии государственной приёмки кораблей ВМФ. Он руководил государственными испытаниями тяжёлого атомного ракетного крейсера «Михаил Калинин», позднее переименованного в «Адмирал Нахимов», и тяжёлого авианесущего крейсера, получившего имя «Адмирал Флота Советского Союза Кузнецов». В период испытаний авианесущего крейсера Устьянцев быстро изучил корабль, убедился в надёжной работе систем, обеспечивающих управление самолётами, и принял решение о проведении первого в истории отечественного флота приёма на палубу корабля самолётов с обычной схемой посадки и взлёта. Более 300 вылетов и посадок было совершено под его руководством в период испытаний корабля.
С 1988 по 1991 год — Сопредседатель Государственной комиссии СССР по приемке продукции и контролю качества.
В 1992 году при разделе Черноморского флота вице-адмирал Устьянцев вывел отряд кораблей во главе с крейсером «Адмирал Флота Советского Союза Н. Г. Кузнецов», находившийся тогда в Севастополе, к месту постоянного базирования на Север. В январе 1993 года, после 43-летней календарной службы в Военно-Морском Флоте, он был уволен в запас по возрасту.
Александр Михайлович Устьянцев скоропостижно скончался от сердечного приступа 2 февраля 1993 года. Похоронен в Москве на Троекуровском кладбище, ныне в муниципальном округе Очаково-Матвеевское Западного административного округа города Москвы.

## Награды
- Орден Красной Звезды
- Орден «За службу Родине в Вооружённых Силах СССР» II степени
- Орден «За службу Родине в Вооружённых Силах СССР» III степени
- Пятнадцать медалей

## Память
- Улица Устьянцева — центральная улица города Островной (Мурманск-140, Гремиха) Мурманской области, где прослужил 14 лет. Название присвоено в 1995 году[10].
- Мемориальная доска, установлена 30 сентября 2005 года на здании МАОУ «Средняя общеобразовательная школа № 1 с углубленным изучением отдельных предметов», где он учился, Свердловская область, Каменск-Уральский городской округ, город Каменск-Уральский, Синарский район, проспект Победы, 79 — 56°25′27″ с. ш. 61°53′48″ в. д.HGЯO

## Семья
Отец, Устьянцев Михаил Петрович, родился в 1898 году в селе Зырянке Камышловского уезда Пермской губернии (ныне Катайский муниципальный округ Курганской области). Член ВКП(б) 1917—1930. Арестован 26 февраля 1937 года, осуждён 8 января 1938 года по статье 58-10 на 10 лет ИТЛ, отбывал в Воркутлаге, умер там же в 1943 году. Реабилитирован посмертно 26 февраля 1993 года.
Жена Галина Николаевна, сын Игорь — капитан 1 ранга запаса.